# Паюкурму
Па́юкурму (ест. Pajukurmu küla) — село в Естонії, у волості Луунья повіту Тартумаа.

## Населення
Чисельність населення на 31 грудня 2011 року становила 21 особу.